# Белых, Александра Павловна
Александра Павловна Белых (род. 1942) — русская советская рабочая, депутат Верховного Совета СССР.

## Биография
Родилась в 1942 году. Русская. Образование среднее. Беспартийная.
С 1959 года помощник кочегара, отбельщица, а с 1962 года — старшая отбельщица производства вискозной целлюлозы Котласского целлюлозно-бумажного комбината имени 50-летия ВЛКСМ, Архангельская область. Работала на заводе до 1987 года.
Депутат Совета Союза Верховного Совета СССР 9-10 созывов (1974—1984) от Котласского избирательного округа № 114 Архангельской области. Делегат X съезда профсоюзов работников лесной и бумажной промышленности.
В настоящее время — член Совета ветеранов Коряжмы, член Совета старейшин при главе города Коряжмы.

## Награды
- орден Трудового Красного Знамени
- медаль «За трудовую доблесть» (1973)
- Почётный гражданин Коряжмы (1987)